# Walden (Colorado)
Walden es un pueblo ubicado en el condado de Jackson en el estado estadounidense de Colorado. En el Censo de 2020 tenía una población de 606 habitantes y una densidad poblacional de 700,75 personas por km².

## Geografía
Walden se encuentra ubicado en las coordenadas 40°43′54″N 106°16′53″O / 40.73167, -106.28139. Según la Oficina del Censo de los Estados Unidos, Walden tiene una superficie total de 0.87 km², de la cual 0.87 km² corresponden a tierra firme y (0%) 0 km² es agua.

## Clima
Walden, situado a 2468 m s. n. m., tiene un clima continental subártico  de tipo Dfc de acuerdo a las condiciones del criterio de Köppen modificado.
| Parámetros climáticos promedio de Walden en el periodo 1981-2010 | Parámetros climáticos promedio de Walden en el periodo 1981-2010 | Parámetros climáticos promedio de Walden en el periodo 1981-2010 | Parámetros climáticos promedio de Walden en el periodo 1981-2010 | Parámetros climáticos promedio de Walden en el periodo 1981-2010 | Parámetros climáticos promedio de Walden en el periodo 1981-2010 | Parámetros climáticos promedio de Walden en el periodo 1981-2010 | Parámetros climáticos promedio de Walden en el periodo 1981-2010 | Parámetros climáticos promedio de Walden en el periodo 1981-2010 | Parámetros climáticos promedio de Walden en el periodo 1981-2010 | Parámetros climáticos promedio de Walden en el periodo 1981-2010 | Parámetros climáticos promedio de Walden en el periodo 1981-2010 | Parámetros climáticos promedio de Walden en el periodo 1981-2010 | Parámetros climáticos promedio de Walden en el periodo 1981-2010 |
| Mes                                                              | Ene.                                                             | Feb.                                                             | Mar.                                                             | Abr.                                                             | May.                                                             | Jun.                                                             | Jul.                                                             | Ago.                                                             | Sep.                                                             | Oct.                                                             | Nov.                                                             | Dic.                                                             | Anual                                                            |
| ---------------------------------------------------------------- | ---------------------------------------------------------------- | ---------------------------------------------------------------- | ---------------------------------------------------------------- | ---------------------------------------------------------------- | ---------------------------------------------------------------- | ---------------------------------------------------------------- | ---------------------------------------------------------------- | ---------------------------------------------------------------- | ---------------------------------------------------------------- | ---------------------------------------------------------------- | ---------------------------------------------------------------- | ---------------------------------------------------------------- | ---------------------------------------------------------------- |
| Temp. máx. media (°C)                                            | -2.0                                                             | -0.4                                                             | 4.1                                                              | 9.3                                                              | 15.1                                                             | 20.8                                                             | 24.9                                                             | 23.9                                                             | 19.0                                                             | 12.2                                                             | 3.4                                                              | -1.7                                                             | 10.8                                                             |
| Temp. media (°C)                                                 | -8.9                                                             | -7.6                                                             | -2.9                                                             | 1.6                                                              | 6.6                                                              | 11.5                                                             | 14.7                                                             | 13.7                                                             | 9.2                                                              | 3.5                                                              | -3.6                                                             | -8.4                                                             | 2.5                                                              |
| Temp. mín. media (°C)                                            | -15.8                                                            | -14.7                                                            | -9.8                                                             | -6.0                                                             | -1.8                                                             | 2.1                                                              | 4.4                                                              | 3.5                                                              | -0.6                                                             | -5.2                                                             | -10.6                                                            | -15.0                                                            | 5.7                                                              |
| Precipitación total (mm)                                         | 14.0                                                             | 16.3                                                             | 20.1                                                             | 29.7                                                             | 36.3                                                             | 33.3                                                             | 35.8                                                             | 30.5                                                             | 34.5                                                             | 25.1                                                             | 22.9                                                             | 16.3                                                             | 314.7                                                            |
| Fuente: NCDC 1981-2010 Normals                                   |                                                                  |                                                                  |                                                                  |                                                                  |                                                                  |                                                                  |                                                                  |                                                                  |                                                                  |                                                                  |                                                                  |                                                                  |                                                                  |

## Demografía
Según el censo de 2010, había 608 personas residiendo en Walden. La densidad de población era de 700,75 hab./km². De los 608 habitantes, Walden estaba compuesto por el 91.12% blancos, el 0% eran afroamericanos, el 1.32% eran amerindios, el 0% eran asiáticos, el 0% eran isleños del Pacífico, el 5.59% eran de otras razas y el 1.97% pertenecían a dos o más razas. Del total de la población el 13.49% eran hispanos o latinos de cualquier raza.